# Bonė
Bonė je potok na západě Litvy (Klaipėdský kraj), tvoří hranici mezi Klaipėdským venkovským okresem a okresem Kretinga. Pramení ve východním severním cípu lesa Lapieniškių miškas, 400 m severovýchodně od vsi Katkai, u jižního okraje vsi Skudžiai. Do soutoku s levým přítokem Bonalė (3,0 řkm) je regulovaný, kopíruje severní, hranatě k jihu vypouklý okraj lesa Lapieniškių miškas, dále až do soutoku přirozeně meandruje. Teče převážně/celkově směrem západním. Do Akmeny (tato řeka se na dolním toku nazývá Danė) se vlévá jako její levý přítok 23,1 km od jejího ústí na jižním okraji vsi Vitiniai. Ve vsi Kėkštai protéká 30 arů velkým rybníčkem. Na jihovýchodním kraji této vsi, při levém (opačném) břehu, v blízkosti soutoku s potokem Bonalė, je populární letní dětský (dříve „pionýrský“) rekreační tábor s náboženskou tematikou.

## Přítoky
levé
- Bonalė (délka: 11,1 km, plocha povodí: 10,7 km², vlévá se 2,6 km od ústí; kód:20010621)
- devět dalších nevýznamných přítoků

pravé"
- čtyři nevýznamné přítoky

## Jazykové souvislosti
Souvisí se slovem v sanskrtu भानु ([bhānú-ḥ]) - světlo, paprsek, slunce; srovnej s islandským islandsky bān - světlý nebo se staroanglickým anglosasky bōnian - zářit.

## Galerie
- Říčka Bonė u vsi Kėkštai, pohled od silnice Mazūriškiai - Bajorai (Kretinga), tj. na západ
- Soutok s říčkou Bonalė (vpravo) u vsi Kėkštai v suchém období